# Jianianhualong
Jianianhualong tengi
Genre
Espèce
Jianianhualong est un genre éteint de dinosaures théropodes de la famille des Troodontidae.
Ce genre contient une unique espèce, Jianianhualong tengi, connue par un spécimen découvert en Chine dans la formation d'Yixian, datée du Crétacé inférieur (environ 125 millions d'années).

## Description

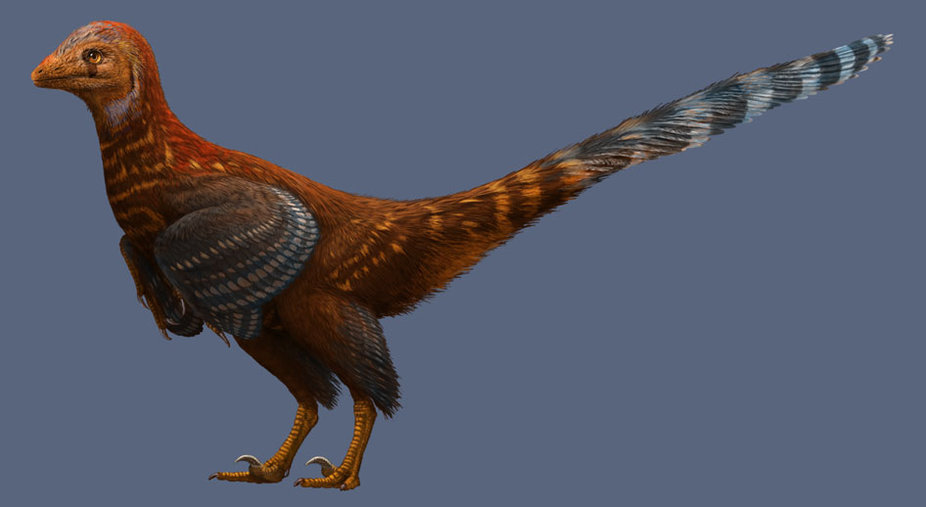
Vue d'artiste de Jianianhualong tengi.

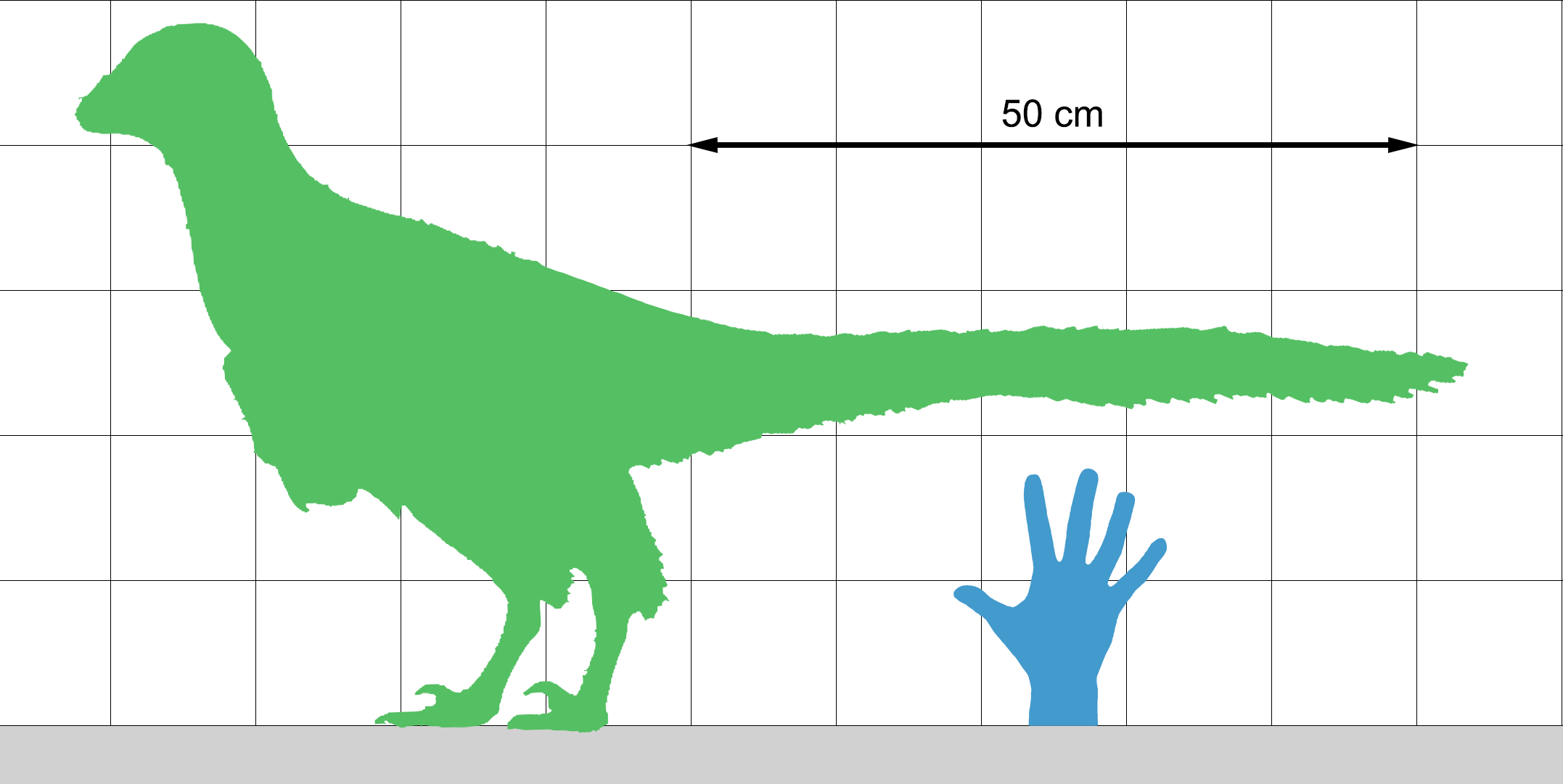
Taille de Jianianhualong comparée à une main humaine.

L'empreinte du plumage recouvrant ce dinosaure montre que ses plumes ont la particularité d'être asymétriques, caractéristique présente chez les oiseaux capables de voler. Toutefois, cette découverte n'implique pas nécessairement que Jianianhualong était en mesure de voler,.